# Умасоя
Умасоя — река в России, протекает по территории Суоярвского района Карелии.

## География и гидрология
Истоки реки находятся в болотистой местности, один притоков берёт начало в небольшом озере Вомаслампи. Река протоками сообщатся с озером Иоутсенъярви, а также с несколькими безымянными. Река впадает в озеро Кивиярви, из которого берёт своё начало река с похожим названием Уомасоя.
Длина реки составляет 13 км, площадь водосборного бассейна — 40,6 км², населённые пункты на реке отсутствуют.

## Данные водного реестра
По данным государственного водного реестра России относится к Балтийскому бассейновому округу, водохозяйственный участок реки — Водные объекты бассейна Ладожского озера без рек Волхов, Свирь и Сясь, речной подбассейн реки — Нева и реки бассейна Ладожского озера (без подбассейна Свири и Волхова, российская часть бассейнов). Относится к речному бассейну реки Невы (включая бассейны рек Онежского и Ладожского озера).
Код объекта в государственном водном реестре — 01040300212102000011273.